# Benwood (Schiff)
Die Benwood war ein Frachter, der 1910 in England von der Reederei Craig, Taylor & Co. gebaut wurde. Im Zweiten Weltkrieg war sie Bestandteil der Frachterflotte der Alliierten Streitkräfte. Am 6. April 1942 sank das Schiff nach einem Zusammenstoß mit der Robert C. Turtle vor den Florida Keys nahe Key Largo.
Das Schiff hatte eine Länge von 108 Metern und war 15 Meter breit. Bis zu seinem Einsatz im Krieg war es ein privat genutzter Transportfrachter.
Am Tag des Unfalls lief die Benwood in Tampa, Florida aus mit Ziel Halifax und Liverpool und war beladen mit Phosphatgestein. Weil man mit deutschen U-Booten rechnen musste, fuhr das Schiff ohne Licht und stieß mit dem ebenfalls unbeleuchteten Tanker Robert C. Turtle zusammen. Der Bug der Benwood wurde bei dieser Kollision zerschmettert und das Schiff sank in der Nähe des Elbow-Riffs. Dabei kam eine Person ums Leben.
Dort bildet sie heute eine bekannte Tauchattraktion in etwa sechs bis dreizehn Metern Tiefe. Sie ist sowohl für Schnorchler als auch für Nachttaucher interessant.